# Оекенев, Нуратсалык
Нуратсалы́к Оеке́нев (каз. Оекенов Нұратсалық; 1916, Семипалатинская область — 1969, Восточно-Казахстанская область) — советский и казахский животновод, Герой Социалистического Труда (1948).

## Биография
Родился в 1916 году в селе Орловка Зайсанского уезда Семипалатинской области (ныне аул Шаганатты Куршимского района Восточно-Казахстанской области Казахстана).
По национальности казах.
Свой профессиональный путь начал в 1932 году с колхоза «Третья пятилетка» Катон-Карагайского района. На разных должностях проявлял большое старание. Успешно руководил полеводческой бригадой. Перед войной Нуратсалыку поручили пасти лошадей. Табунщик терпеливо учился мастерству у опытного коневода Ф. Д. Стручалина и достиг высоких результатов.
Нападение нацистской Германии на СССР прервало его работу. В 1941 году он ушёл на фронт защищать Родину. В 1943 году, после тяжёлого ранения в бою, комиссован из армии и вернулся домой.
Хотя Н. Оекенев был ещё не вполне здоров, он принял ферму и сразу же взялся за любимое дело. На ферме в то время было тяжёлое положение: лошади были истощёнными, среди них было много больных. Вместе с опытным табунщиком С. Чокаковым Нуратсалык много времени проводил возле лошадей, промывал им раны на сбитых спинах, подкармливал ослабевших. Табун пас на лучших пастбищах участка Сырылтам, где росли сочные травы и было много воды. Нуратсалык положил конец обезличке на ферме. Лошадей закрепил по акту за пастухами. Это повышало ответственность пастухов и положительно сказывалось на результатах труда. За одно лето лошади заметно окрепли, и в 1945 году от 80 кобыл было получено 57 жеребят. В 1946 году в табуне уже не было больных лошадей. Приплод от того же количества кобыл повысился на 10 жеребят.
К 1947 году колхозный табун значительно вырос: одних конематок стало 115. Нуратсалыку стал помогать, кроме С. Чокакова, добросовестный колхозник Ш. Даутпаев. Коневоды хорошо знали все тропинки и лощины. Это помогало добиться не только хорошего нагула лошадей летом, но и избегать на зимних пастбищах места ледяного покрова под снегом, требующих больших усилий лошади при доставании корма. В 1947 году он побил рекорд, получив от 114 кобыл 114 жеребят.
Указом Президиума Верховного Совета СССР от 23 июля 1948 года за получение высокой продуктивности животноводства в 1947 году при выполнении колхозом обязательных поставок сельскохозяйственных продуктов и плана развития животноводства Оекеневу Нуратсалыку присвоено звание Героя Социалистического Труда с вручением ордена Ленина и золотой медали «Серп и Молот».
В 1948 году он одержал новую победу: от 144 конематок получил 142 жеребёнка. Вскоре заслуженного коневода, проявившего организаторские способности и достигшего выдающихся результатов в укреплении артельного хозяйства, избрали председателем колхоза «Пограничник». Председателем, а позже заместителем председателя и управляющим отделом этого колхоза он трудился до 1960 года.
В 1960—1961 годах — старший табунщик.

### Семья
Нуратсалык Оекенев состоял в браке с Нагимой Нурсултанкызы. Со своей супругой они вырастили и воспитали десятерых детей. В 1960 году Нагиме Нурсултанкызы было присвоено звание «Мать-героиня».

## Награды
- медаль «Серп и Молот» (23.07.1948);
- орден Ленина (23.07.1948).